# ナムコアンソロジー
『ナムコアンソロジー』（NAMCOANTHOLOGY）とは、ナムコより発売されたPlayStation用ゲームソフトである。

## 概要
『ナムコミュージアム』をはじめとする、ナムコ往年の名作を複数収録したナムコのオムニバスゲームのひとつ。1998年に『ナムコアンソロジー1』および『ナムコアンソロジー2』の2作品が発売された。
『ナムコミュージアム』シリーズが業務用ゲームの移植だったのに対して、当作品ではファミリーコンピュータやメガドライブで発売された家庭用ゲームのタイトルを収録。それらの移植版だけでなくリメイク版も同時収録されている。
2作品とも2013年12月18日よりPS3・PS Vita・PSPのゲームアーカイブスで配信されている。レイティングは1はCERO：A（全年齢対象）、2はCERO：B（12才以上対象）。

## 収録作品

### ナムコアンソロジー1
1998年6月4日発売。
スターラスター
戦略シューティングゲーム。アレンジ版では音楽が追加されている。
バベルの塔
アクションパズルゲーム。
レッスルボール
ラグビーとサッカーを基にしつつ殴る蹴るなど格闘要素を取り入れたオリジナルの球技を題材にしたスポーツゲーム。感情を揺さぶる格闘要素と、選手にポイントを振り分けて能力を強化する戦略性が持ち味の作品
三国志II 覇王の大陸
三国志演義を基にしたシミュレーションゲーム。

### ナムコアンソロジー2
1998年9月23日発売。
ワルキューレの冒険
アクションロールプレイングゲーム。アレンジ版はグラフィックやゲームシステムが人気の高い続編『ワルキューレの伝説』に近いものになっており、よりアクション要素が高くなっている。
パックアタック
落ち物パズル。日本では『コズモギャング・ザ・パズル』として発売されたゲームのキャラクターをパックマンに差し替えてアメリカで発売したもの。詳細はコズモギャング・ザ・パズル#アレンジ版を参照。
ナムコクラシックII
ゴルフゲーム『ナムコクラシック』の2作目。アレンジ版はフルボイスでしゃべるキャディーさんがクラブを選んでくれる。4人まで同時プレイ可能。
キングオブキングス
ファンタジー世界を舞台としたウォー・シミュレーションゲーム。アレンジ版はユニットの種類が増えている。

#### 声の出演
- 「ワルキューレの冒険」＆「ナムコクラシックII」：半場友恵、石井直子、まるたまり、山田美穂

### 攻略本
- 『ナムコアンソロジー1パーフェクトガイド』、CB's PROJECT著、リクルート (ISBN：4-88991-645-8)、1999年03月、159P
- 『ナムコアンソロジー2攻略マニアックス』、ティーツー出版 (ISBN： 978-4887490123)、1989年11月、159ページ